# Van Goens
Van Goens is een patriciërsgeslacht oorspronkelijk afkomstig uit Oost-Friesland. Naar alle waarschijnlijkheid is de familienaam ontleend aan de stad Neustadtgödens, waarbij ''Gödens'' is verbasterd naar ''Goëns'' tot ''Goens.'' Het geslacht Van Goens werd eind 19de eeuw opgenomen in het Stam- en Wapenboek van A.A. Vorsterman van Oijen. In de 20ste eeuw werd de familie voor het eerst in 1924 (editie 14) opgenomen in het genealogische naslagwerk Nederland's Patriciaat. Heropname volgde in nummer 61.

## Geschiedenis
De stamreeks begint bij Volkert Rijklofszoon geboren in Oost-Friesland rond het jaar 1500. 

## Enkele telgen
- Rijcklof Van Goens (1619-1682) Gouverneur van Ceylon (1659-1672) en gouverneur-generaal van de VOC (1678 tot 1681) 
  - Rijklof van Goens de Jonge (1642-1687) was van 1675 tot 1679 gouverneur van Ceylon en bekleedde in de loop van zijn carrière verscheidene hoge functies binnen de VOC.
    - Rijklof Michaël Van Goens (1748-1810) hoogleraar, literator en politicus van beroep.

Geslachten die opgenomen zijn in het sinds 1910 verschijnende genealogische naslagwerk Nederland's Patriciaat. Lijst volgens opgave van het CBG Centrum voor familiegeschiedenis.
A · B · C · D · E · F · G · H · I · J · K · L · M · N · O · P · Q · R · S · T · U · V · W · Y · Z